# 白马塘
白马塘是中国广东省广州市从化区的一个自然村。在太平镇北面约3000米，属牛心岭村管辖。清朝建村。1998年时，全村人口163人。